# Kabinett Boris Johnson II
Das Kabinett Johnson II begann am 13. Dezember 2019. An diesem Tag beauftragte Königin Elizabeth II. Boris Johnson mit der Bildung einer neuen Regierung. Bei der Parlamentswahl einen Tag zuvor hatte die Konservative Partei die größte Mehrheit seit 1987 erhalten.
Es endete mit der Ernennung von Liz Truss zur Premierministerin des Vereinigten Königreichs am 6. September 2022.

## Regierungszeit
Boris Johnsons zweite Amtszeit als Premierminister begann im Dezember 2019, nachdem er die vorgezogene Neuwahl mit der größten konservativen Mehrheit seit Margaret Thatcher gewonnen hatte. Direkt nach der Wahl war es ihm möglich, sein größtes Wahlkampfversprechen umzusetzen, den EU-Austritt des Vereinigten Königreichs aus der EU, und sein Brexit-Abkommen durch das Parlament zu bringen. Großbritannien verließ schließlich am 31. Januar 2020 die Europäische Union.
Kurze Zeit später stand Johnson vor der Herausforderung, die COVID-19-Pandemie zu bewältigen. Großbritannien verzeichnete hohe Infektions- und Todeszahlen, und die Regierung wurde wegen ihrer Reaktion auf die Krise scharf kritisiert, da sie das Virus zunächst verharmloste und Johnson unter anderem weiter zum Händeschütteln aufrief. Es gab Kontroversen über die Einführung von Lockdown-Maßnahmen, die Beschaffung von Schutzausrüstung und die Effektivität des Test- und Nachverfolgungssystems. Vielfach gelobt wurde jedoch die schnelle Impfkampagne der Johnson-Regierung, durch welche das Vereinigte Königreich schneller und mehr impfen konnte als andere Europäische Staaten.
In der Wirtschaft setzte Johnson auf eine Politik der Infrastrukturinvestitionen und versprach, die „Red Wall“-Regionen, die traditionell Labour-Hochburgen waren, wirtschaftlich zu revitalisieren. Seine Pläne wurden jedoch durch die Pandemie und die damit verbundenen wirtschaftlichen Turbulenzen verzögert und mussten teilweise aufgegeben werden.
Im Laufe des Jahres 2022 geriet Johnson aufgrund mehrerer Gründe innerparteilich immer stärker unter Druck. Zum einen hielt die Labour Party einen konstanten, hohen Umfragevorsprung vor den Tories, bei den Kommunalwahlen schnitt die konservative Partei außergewöhnlich schlecht ab und Nachwahlen zum Unterhaus gingen zahlreiche bisher sicher konservative Wahlkreise verloren.
Zum anderen war Johnson in mehrere persönliche Skandale verwickelt, zum Beispiel in die Partygate-Affäre, als der Premierminister, entgegen geltenden Lockdown-Regeln, mehrere Partys in der 10 Downing Street feierte. Zuvor hatte er die Nation zum Durchhalten und Kontaktereduzieren aufgerufen. Ein unabhängiger Ausschuss stellte nach Ermittlungen fest, dass Johnson als erster Regierungschef der britischen Geschichte, von dem das aktenkundig ist, gegen das Gesetz verstoßen hat. Deshalb musste er sich einem Misstrauensvotum in seiner Fraktion stellen, dass Johnson mit 211 zu 148 Abgeordnetenstimmen gewann.
Seine Autorität war jedoch nachhaltig beschädigt. Deutlich wurde das, als es zu einer weiteren Affäre um den von Johnson erst kürzlich beförderten Whip Chris Pincher kam, der betrunken Männer belästigt haben soll. Obwohl er zunächst seine Kenntnis von diesem Vorfall bestritt und Pincher entließ, stellte sich heraus, dass der Premierminister bereits vor Pinchers Ernennung von den Vorkommnissen Kenntnis besaß. Daraufhin kam es erneut zu massenhaften Rücktritten in der Regierung, und weitere Abgeordnete bekundeten ihr Misstrauen in Johnson. Deshalb trat er am 7. Juli 2022 vom Amt des Parteiführers der Conservative Party zurück und stellte seinen Rücktritt als Premierminister in Aussicht, wenn ein neuer Parteiführer gewählt ist.

## Kabinettsmitglieder
| Zugehörigkeit |  | Konservative |

| Amt | Bild              | Person                       | Partei             | Partei             | Amtszeit           | Amtszeit          |
| --- | ----------------- | ---------------------------- | ------------------ | ------------------ | ------------------ | ----------------- |
| Premierminister Erster Lord des Schatzamtes Minister für den öffentlichen Dienst Minister für die Union                              |                   | Boris Johnson                |                    | Conservative Party | 16. Dezember 2019  | 6. September 2022 |
| Stellvertretender Premierminister |                   | Dominic Raab                 | Conservative Party | 15. September 2021 | 6. September 2022  |                   |
| First Secretary of State | 16. Dezember 2019 | Dominic Raab                 | Conservative Party | 15. September 2021 |                    |                   |
| Außenminister | 16. Dezember 2019 | Dominic Raab                 | Conservative Party | 15. September 2021 |                    |                   |
| | Liz Truss         | Conservative Party           | 15. September 2021 | 6. September 2022  |                    |                   |
| Kanzler des Herzogtums Lancaster Minister im Cabinet Office                                                                          |                   | Michael Gove                 | Conservative Party | 16. Dezember 2019  | 15. September 2021 |                   |
| Kanzler des Herzogtums Lancaster Minister im Cabinet Office                                                                          |                   | Stephen Barclay              | Conservative Party | 15. September 2021 | 5. Juli 2022       |                   |
| Kanzler des Herzogtums Lancaster Minister im Cabinet Office                                                                          |                   | Kit Malthouse                | Conservative Party | 5. Juli 2022       | 6. September 2022  |                   |
| Schatzkanzler Zweiter Lord des Schatzamtes                                                                                           |                   | Sajid Javid                  | Conservative Party | 16. Dezember 2019  | 13. Februar 2020   |                   |
| Schatzkanzler Zweiter Lord des Schatzamtes                                                                                           |                   | Rishi Sunak                  | Conservative Party | 13. Februar 2020   | 5. Juli 2022       |                   |
| Schatzkanzler Zweiter Lord des Schatzamtes                                                                                           |                   | Nadhim Zahawi                | Conservative Party | 5. Juli 2022       | 6. September 2022  |                   |
| Innenministerin |                   | Priti Patel                  | Conservative Party | 16. Dezember 2019  | 6. September 2022  |                   |
| Lordkanzler Justizminister |                   | Robert Buckland              | Conservative Party | 16. Dezember 2019  | 15. September 2021 |                   |
| Lordkanzler Justizminister |                   | Dominic Raab                 | Conservative Party | 15. September 2021 | 6. September 2022  |                   |
| Minister für den Austritt aus der Europäischen Union                                                                                 |                   | Stephen Barclay              | Conservative Party | 16. Dezember 2019  | 31. Januar 2020    |                   |
| Verteidigungsminister |                   | Ben Wallace                  | Conservative Party | 16. Dezember 2019  | 6. September 2022  |                   |
| Minister für Gesundheit und Soziale Dienste                                                                                          |                   | Matt Hancock                 | Conservative Party | 16. Dezember 2019  | 26. Juni 2021      |                   |
| Minister für Gesundheit und Soziale Dienste                                                                                          |                   | Sajid Javid                  | Conservative Party | 26. Juni 2021      | 5. Juli 2022       |                   |
| Minister für Gesundheit und Soziale Dienste                                                                                          |                   | Stephen Barclay              | Conservative Party | 5. Juli 2022       | 6. September 2022  |                   |
| Minister/in für Wirtschaft, Energie und Industriestrategie                                                                           |                   | Andrea Leadsom               | Conservative Party | 16. Dezember 2019  | 13. Februar 2020   |                   |
| Minister/in für Wirtschaft, Energie und Industriestrategie                                                                           |                   | Alok Sharma                  | Conservative Party | 13. Februar 2020   | 7. Januar 2021     |                   |
| Minister/in für Wirtschaft, Energie und Industriestrategie                                                                           |                   | Kwasi Kwarteng               | Conservative Party | 7. Januar 2021     | 6. September 2022  |                   |
| Ministerin für internationalen Handel Präsidentin des Board of Trade                                                                 |                   | Liz Truss                    | Conservative Party | 16. Dezember 2019  | 15. September 2021 |                   |
| Ministerin für internationalen Handel Präsidentin des Board of Trade                                                                 |                   | Anne-Marie Trevelyan         | Conservative Party | 15. September 2021 | 6. September 2022  |                   |
| Ministerin für Arbeit und Pensionen                                                                                                  |                   | Thérèse Coffey               | Conservative Party | 16. Dezember 2019  | 6. September 2022  |                   |
| Minister/in für Bildung |                   | Gavin Williamson             | Conservative Party | 16. Dezember 2019  | 15. September 2021 |                   |
| Minister/in für Bildung |                   | Nadhim Zahawi                | Conservative Party | 15. September 2021 | 5. Juli 2022       |                   |
| Minister/in für Bildung |                   | Michelle Donelan             | Conservative Party | 5. Juli 2022       | 7. Juli 2022       |                   |
| Minister/in für Bildung |                   | James Cleverly               | Conservative Party | 7. Juli 2022       | 6. September 2022  |                   |
| Minister/in für Umwelt, Ernährung und ländlichen Raum                                                                                |                   | Theresa Villiers             | Conservative Party | 16. Dezember 2019  | 13. Februar 2020   |                   |
| Minister/in für Umwelt, Ernährung und ländlichen Raum                                                                                |                   | George Eustice               | Conservative Party | 13. Februar 2020   | 6. September 2022  |                   |
| Minister für Wohnen, Kommunen und lokale Selbstverwaltung                                                                            |                   | Robert Jenrick               | Conservative Party | 16. Dezember 2019  | 15. September 2021 |                   |
| Minister für Wohnen, Kommunen und lokale Selbstverwaltung                                                                            |                   | Michael Gove                 | Conservative Party | 15. September 2021 | 6. Juli 2022       |                   |
| Minister für Wohnen, Kommunen und lokale Selbstverwaltung                                                                            |                   | Greg Clark                   | Conservative Party | 6. Juli 2022       | 6. September 2022  |                   |
| Ministerin für Frauen und Gleichstellung                                                                                             |                   | Liz Truss                    | Conservative Party | 16. Dezember 2019  | 6. September 2022  |                   |
| Verkehrsminister |                   | Grant Shapps                 | Conservative Party | 16. Dezember 2019  | 6. September 2022  |                   |
| Minister für Schottland |                   | Alister Jack                 | Conservative Party | 16. Dezember 2019  | 6. September 2022  |                   |
| Minister für Wales |                   | Simon Hart                   | Conservative Party | 16. Dezember 2019  | 6. Juli 2022       |                   |
| Minister für Wales |                   | Robert Buckland              | Conservative Party | 6. Juli 2022       | 6. September 2022  |                   |
| Lordsiegelbewahrer Leader of the House of Lords                                                                                      |                   | Baroness Evans of Bowes Park | Conservative Party | 16. Dezember 2019  | 6. September 2022  |                   |
| Minister für Nordirland |                   | Julian Richard Smith         | Conservative Party | 16. Dezember 2019  | 13. Februar 2020   |                   |
| Minister für Nordirland |                   | Brandon Lewis                | Conservative Party | 13. Februar 2020   | 6. Juli 2022       |                   |
| Minister für Nordirland |                   | Shailesh Vara                | Conservative Party | 6. Juli 2022       | 6. September 2022  |                   |
| Minister/in für Internationale Entwicklung                                                                                           |                   | Alok Sharma                  | Conservative Party | 16. Dezember 2019  | 13. Februar 2020   |                   |
| Minister/in für Internationale Entwicklung                                                                                           |                   | Anne-Marie Trevelyan         | Conservative Party | 13. Februar 2020   | 6. September 2022  |                   |
| Minister/in für Digitales, Kultur, Medien und Sport                                                                                  |                   | Nicky Morgan                 | Conservative Party | 16. Dezember 2019  | 13. Februar 2020   |                   |
| Minister/in für Digitales, Kultur, Medien und Sport                                                                                  |                   | Oliver Dowden                | Conservative Party | 13. Februar 2020   | 15. September 2021 |                   |
| Minister/in für Digitales, Kultur, Medien und Sport                                                                                  |                   | Nadine Dorries               | Conservative Party | 15. September 2021 | 6. September 2022  |                   |
| Minister/in ohne Geschäftsbereich Generalsekretär/in der Conservative Party                                                          |                   | James Cleverly               | Conservative Party | 16. Dezember 2019  | 13. Februar 2020   |                   |
| Minister/in ohne Geschäftsbereich Generalsekretär/in der Conservative Party                                                          |                   | Amanda Milling               | Conservative Party | 13. Februar 2020   | 15. September 2021 |                   |
| Minister/in ohne Geschäftsbereich Generalsekretär/in der Conservative Party                                                          |                   | Oliver Dowden                | Conservative Party | 15. September 2021 | 24. Juni 2022      |                   |
| Minister/in ohne Geschäftsbereich Generalsekretär/in der Conservative Party                                                          |                   | Andrew Stephenson            | Conservative Party | 24. Juni 2022      | 6. September 2022  |                   |
| Weitere Teilnehmende an Kabinettssitzungen                                                                                           |                   |                              |                    |                    |                    |                   |
| Chefsekretär des Schatzamtes |                   | Rishi Sunak                  |                    | Conservative Party | 16. Dezember 2019  | 13. Februar 2020  |
| Chefsekretär des Schatzamtes |                   | Stephen Barclay              | Conservative Party | 13. Februar 2020   | 15. September 2021 |                   |
| Chefsekretär des Schatzamtes |                   | Simon Clarke                 | Conservative Party | 15. September 2021 | 6. September 2022  |                   |
| Lordpräsident des Rates Leader of the House of Commons                                                                               |                   | Jacob Rees-Mogg              | Conservative Party | 16. Dezember 2019  | 8. Februar 2022    |                   |
| Lordpräsident des Rates Leader of the House of Commons                                                                               |                   | Mark Spencer                 | Conservative Party | 8. Februar 2022    | 6. September 2022  |                   |
| Chief Whip im House of Commons Parlamentarischer Sekretär im Schatzamt                                                               |                   | Mark Spencer                 | Conservative Party | 16. Dezember 2019  | 8. Februar 2022    |                   |
| Chief Whip im House of Commons Parlamentarischer Sekretär im Schatzamt                                                               |                   | Christopher Heaton-Harris    | Conservative Party | 8. Februar 2022    | 6. September 2022  |                   |
| Staatsminister für die Brexit-Folgen und Regierungseffizienz                                                                         |                   | Jacob Rees-Mogg              | Conservative Party | 8. Februar 2022    | 6. September 2022  |                   |
| Präsident der COP26 |                   | Alok Sharma                  | Conservative Party | 8. Januar 2021     | 6. September 2022  |                   |
| Attorney General (Generalstaatsanwalt)                                                                                               |                   | Geoffrey Cox                 | Conservative Party | 16. Dezember 2019  | 13. Februar 2020   |                   |
| Attorney General (Generalstaatsanwalt)                                                                                               |                   | Suella Braverman             | Conservative Party | 13. Februar 2020   | 2. März 2021       |                   |
| Attorney General (Generalstaatsanwalt)                                                                                               |                   | Michael Ellis                | Conservative Party | 2. März 2021       | 13. September 2021 |                   |
| Attorney General (Generalstaatsanwalt)                                                                                               |                   | Suella Braverman             | Conservative Party | 13. September 2021 | 6. September 2022  |                   |
| Staatsminister im Cabinet Office |                   | Nigel Adams                  | Conservative Party | 15. September 2021 | 6. September 2022  |                   |
| Staatsminister für Veteranenangelegenheiten                                                                                          |                   | Johnny Mercer                | Conservative Party | 7. Juli 2022       | 6. September 2022  |                   |
| Paymaster General Minister für das Cabinet Office                                                                                    |                   | Oliver Dowden                | Conservative Party | 16. Dezember 2019  | 13. Februar 2020   |                   |
| Paymaster General Minister für das Cabinet Office                                                                                    |                   | Penny Mordaunt               | Conservative Party | 13. Februar 2020   | 15. September 2021 |                   |
| Paymaster General Minister für das Cabinet Office                                                                                    |                   | Michael Ellis                | Conservative Party | 15. September 2021 | 6. September 2022  |                   |
| Staatsminister für Kriminalität und Polizei                                                                                          |                   | Kit Malthouse                | Conservative Party | 16. Dezember 2019  | 5. Juli 2022       |                   |
| Staatsministerin für Hochschulen |                   | Michelle Donelan             | Conservative Party | 15. September 2021 | 6. September 2022  |                   |
| Staatsminister für die Beziehungen zur Europäischen Union Staatsminister im Cabinet Office                                           |                   | David Frost                  | Conservative Party | 15. September 2021 | 18. Dezember 2021  |                   |
| Staatsminister/in beim Ministerium für Kommunen                                                                                      |                   | Jake Berry                   | Conservative Party | 16. Dezember 2019  | 13. Februar 2020   |                   |
| Staatsminister/in beim Ministerium für Wohnen                                                                                        |                   | Esther McVey                 | Conservative Party | 16. Dezember 2019  | 13. Februar 2020   |                   |
| Staatsminister für Sicherheit Stellvertretender Minister für den EU-Austritt und den „No Deal“                                       |                   | Brandon Lewis                | Conservative Party | 16. Dezember 2019  | 13. Februar 2020   |                   |
| Staatsminister im Ministerium für Internationale Entwicklung Staatsminister im Ministerium für Umwelt, Ernährung und ländlichen Raum |                   | Zac Goldsmith                | Conservative Party | 16. Dezember 2019  | 6. September 2022  |                   |
| Staatsminister für Wirtschaft, Energie und sauberes Wachstum                                                                         |                   | Kwasi Kwarteng               | Conservative Party | 16. Dezember 2019  | 7. Januar 2021     |                   |